# Communauté de communes Épernay Pays de Champagne
La communauté de communes Épernay Pays de Champagne (CCEPC) est une ancienne intercommunalité de la Marne.

## Historique
- 1966  : Quatre communes se regroupent pour former le District urbain d'Épernay : Épernay, Pierry, Magenta, Mardeuil, dont le but principal est d'établir une gestion commune des services publics relatifs au traitement de l'eau, à l'assainissement, à la collecte des déchets et aux travaux de voirie.
- 1970  : Oiry et Chouilly adhèrent elles aussi au District Urbain d'Épernay.
- 1972  : Adhésion de Plivot.
- 4 avril 2001  : Le district est transformé en communauté de communes Épernay Pays de Champagne[1].
- 2004  : Six autres communes viennent se joindre à la CCEPC : Avize, Cramant, Cuis, Cumières, Flavigny et Les Istres-et-Bury.
- 2011 : Trois autres communes adhèrent à la CCEPC : Brugny-Vaudancourt, Moussy,  Vinay.
- Au 1er janvier 2014, Chavot-Courcourt, Grauves, Mancy, Monthelon et Morangis, antérieurement membres de la communauté de communes des Trois Coteaux (supprimée à cette occasion), rejoignent la CCEPC[2],[3].

Conformément aux prévisions du schéma départemental de coopération intercommunale (SDCI) de la Marne du 30 mars 2016, la communauté de communes fusionne le 1er janvier 2017 avec la communauté de communes de la Région de Vertus au sein de la communauté d'agglomération Épernay, Coteaux et Plaine de Champagne.

## Territoire communautaire

### Composition
Elle était composée de 21 communes, dont la principale est Épernay.
| Nom                | Code Insee | Gentilé                    | Superficie (km2) | Population (dernière pop. légale) | Densité (hab./km2) |
| ------------------ | ---------- | -------------------------- | ---------------- | --------------------------------- | ------------------ |
| Épernay (siège)    | 51230      | Sparnaciens                | 22,69            | 23 176 (2014)                     | 1 021              |
| Avize              | 51029      | Avizois                    | 7,62             | 1 814 (2014)                      | 238                |
| Brugny-Vaudancourt | 51093      | Brugnitiers-Vaudancouriers | 19,87            | 463 (2014)                        | 23                 |
| Chavot-Courcourt   | 51142      |                            | 4,42             | 360 (2014)                        | 81                 |
| Chouilly           | 51153      | Chouillats                 | 16,12            | 1 020 (2014)                      | 63                 |
| Cramant            | 51196      | Cramantais                 | 5,37             | 871 (2014)                        | 162                |
| Cuis               | 51200      | Cuitas                     | 8,27             | 405 (2014)                        | 49                 |
| Cumières           | 51202      | Cumariots                  | 2,99             | 782 (2014)                        | 262                |
| Flavigny           | 51251      |                            | 7,98             | 168 (2014)                        | 21                 |
| Grauves            | 51281      | Gravriots                  | 7,84             | 648 (2014)                        | 83                 |
| Les Istres-et-Bury | 51302      |                            | 5,15             | 95 (2014)                         | 18                 |
| Magenta            | 51663      | Magentais                  | 0,97             | 1 740 (2014)                      | 1 794              |
| Mancy              | 51342      | Mancéens                   | 3,57             | 262 (2014)                        | 73                 |
| Mardeuil           | 51344      | Mardouillats               | 9,19             | 1 564 (2014)                      | 170                |
| Monthelon          | 51378      | Monthelonnais              | 2,66             | 348 (2014)                        | 131                |
| Morangis           | 51384      | Morangissois               | 8,65             | 364 (2014)                        | 42                 |
| Moussy             | 51390      | Moussytiers                | 2,81             | 723 (2014)                        | 257                |
| Oiry               | 51413      | Oiryats                    | 10,76            | 845 (2014)                        | 79                 |
| Pierry             | 51431      | Pierritiers                | 5,16             | 1 182 (2014)                      | 229                |
| Plivot             | 51434      | Plivotiers                 | 12,60            | 756 (2014)                        | 60                 |
| Vinay              | 51643      | Vinaitiers                 | 3,09             | 600 (2014)                        | 194                |

## Administration

### Siège
L'Hôtel de la communauté se trouve sur la  Place du 13e Régiment du génie à Épernay.

### Liste des présidents
| Période     | Période       | Identité          | Étiquette | Qualité |
| ----------- | ------------- | ----------------- | --------- | --- |
| 2001        | 2008          | Michel Boulonnais | RPR       | Professeur des écoles Maire-adjoint d'Épernay (2001 → ? ) Ancien président du district urbain d'Épernay Conseiller général d'Épernay-2 (1985 → 1998) |
| 2008        | avril 2014    | Laurent Madeline  | DVG       | Maire de Magenta (2001 → ) |
| avril 2014, | décembre 2016 | Franck Leroy      | UDI       | Assistant parlementaire puis avocat Maire d’Épernay (2000 → ) Président de la CA Épernay, Coteaux et Plaine de Champagne (2017 → )                   |

### Élus
La Communauté de communes est administrée par son Conseil communautaire, composé, pour la mandature 2014-2020, de 58 conseillers communautaires, qui sont des conseillers municipaux  représentant chaque commune membre.
Le conseil communautaire du 17 avril 2014 a élu son nouveau président, Franck Leroy, maire d’Épernay, et ses 12 vice-présidents, qui sont : 
1. Gilles Dulion, maire d'Avize ;
2. Eric Plasson, maire de Pierry ;
3. Benoit Moittié, premier adjoint au maire d'Epernay ;
4. Jacques Hostomme, maire de Chouilly ;
5. Laurent Madeline, maire de Magenta ;
6. Pierre Martinet, maire de Mardeuil ;
7. Pascale Marniquet, conseillère municipale d'Epernay ;
8. Denis Pinvin, maire de Cramant ;
9. Daniel Maire, conseiller municipal d'Epernay ;
10. Gérard Butin, maire de Chavot-Courcourt ;
11. Daniel Bouillon, maire de Oiry ;
12. Claude Maréchal, conseiller municipal d'Epernay[8].

Ensemble, ils forment le bureau de l'intercommunalité pour la mandature 2014-2020.

### Régime fiscal et budget
La communauté de communes perçoit une fiscalité additionnelle aux impôts locaux des communes, avec FPZ (fiscalité professionnelle de zone) et sans FPE (fiscalité professionnelle sur les éoliennes).
Le budget de l'intercommunalité  s’élève à 24,6 millions d’euros pour 2015.
L'intercommunalité comprend encore, en 2015, 3 emprunts structurés, dit emprunts toxiques, pour un montant total de 15 millions d'euros.

## Compétences
Nombre total de compétences exercées en 2016 : 25.
L'intercommunalité exerce les compétences qui lui sont transférées par les communes membres, conformément aux dispositions légales. Il s'agit des matières suivantes : 
- Aménagement de l'espace ;
- Actions de développement économique intéressant l'ensemble de la Communauté ;
- Protection et mise en valeur de l'environnement ;
- Politique du logement et du cadre de vie ;
- Activités organisatrices de transport ;
- Études voirie ;
- Équipements sportifs ;
- Incendie et secours[15].

## Projets et réalisations
Transports urbains
La communauté de communes est l'autorité organisatrice de transport urbain des transports urbains d'Épernay et du Pays de Champagne.
CISPD
La communauté s'est doté en 2012 d'un conseil intercommunal de sécurité et de prévention de la délinquance (CISPD).